# Ian Wallace (bubeník)
Ian Russell Wallace (29. září 1946 Bury, Anglie – 22. února 2007 Los Angeles, Kalifornie) byl britský rockový a jazzový bubeník. V letech 1971 a 1972 byl členem skupiny King Crimson, dále působil jako studiový a koncertní hráč.
Již na škole si založil Wallace vlastní skupinu s názvem The Jaguars. Později se stal členem The Warriors, kde se setkal s budoucím zpěvákem Yes Jonem Andersonem. (Přímo s Yes hrál Ian Wallace jednou v listopadu 1968, kdy dočasně odešel jejich bubeník Bill Bruford.) Po The Warriors působil Wallace ve skupině Big Sound, která hrála i v Dánsku, Norsku a Švédsku. Na přelomu 60. a 70. let bubnoval v Bonzo Dog Doo-Dah Band.
V první polovině roku 1971 se stal členem skupiny King Crimson, se kterou nahrál studiové album Islands a koncertní desku Earthbound. Kytarista Robert Fripp se ale rozhodl zcela přestavět skupinu a Wallace společně se saxofonistou Melem Collinsem a baskytaristou Bozem Burrellem odešli do kapely Snape, kterou vedl Alexis Korner.
V 70. až 90. letech působil Ian Wallace jako studiový hudebník, podílel se na albech nejrůznějších interpretů, jako jsou např. Peter Frampton, Bob Dylan, Ry Cooder, Don Henley, Keith Emerson, Roy Orbison, Eric Clapton a mnoho dalších. V roce 2003 vydal své jediné sólové album s názvem Happiness With Minimal Side Effects a také se stal členem skupiny 21st Century Schizoid Band, kterou tvořili bývalí hudebníci působící dříve v King Crimson. Roku 2005 založil vlastní Crimson Jazz Trio.
V roce 2006 mu byla diagnostikována rakovina jícnu, které následujícího roku ve věku 60 let podlehl.